# これがキャイ〜ンだろ!?
『これがキャイ〜ンだろ!? 』はフジテレビで1998年10月13日（12日深夜）から2000年3月21日まで放送されていたバラエティ番組。
放送時間は開始当初から1999年3月23日（22日深夜）までは火曜 0:40 - 1:10（月曜深夜）。キャイ〜ン初のレギュラー司会番組『これがキャイ〜ンだ!?』が毎月1時間の放送から毎週30分に戻ったのを期に改題、出演者は全員がそのまま続投。また、1999年4月13日より火曜 23:00 - 23:20に移動。全国ネットとなる。
オープニングは『ゲッターロボ』をパロディにしたアニメーションで、テーマ音楽もその主題歌である「ゲッターロボ!」をリミックスした曲が使用された（全国ネットスタート時からしばらくの間）。
フジテレビ721でも再放送された。

## 出演
- キャイ〜ン
- 小橋賢児
- 山口紗弥加

ナレーター
- MODOKI

## 主なスタッフ
- 構成：遠藤みちスケ、鈴木おさむ、高橋マツピロ、中井まろやか
- オープニングタイトル：モンキー・パンチ
- 美術プロデューサー：重松照英
- セットデザイン：桐山三千代
- 美術進行：西村貴則
- 大道具：杉本孝宏
- 装飾：門間誠
- 衣裳：山口亜希
- アクリル装飾：熊谷好恵
- タイトル：岩崎光明
- CG：小池秀樹、田渕司
- カメラ：田中祥嗣
- 音声：近藤良弘
- 照明：小井手正夫、藤井輝夫
- 編集：菅野邦大
- MA：円城寺暁
- 音響効果：古屋暢（現：古屋ノブマサ）
- TK：斉藤裕里
- 広報：矢崎かおり
- 連絡デスク：松本明美
- AD：堀真由美
- AP：田村朋子
- ディレクター：落合仁、須藤勝、山下浩一
- 演出：中村肇、坪田譲治
- 制作プロデューサー：西敏也
- プロデューサー：荒井昭博
- 技術協力：スウィッシュ・ジャパン、FLT、プログレッソ、IMAGICA、4-Legs
- 企画協力：浅井企画
- 制作協力：BEE BRAIN
- 制作：フジテレビ第二制作部（現：フジテレビバラエティ制作センター）
- 制作著作：フジテレビ

## 主なコーナー
- クレクレウドラ　- クレクレタコラのパロディ。
- 1ミニッツ - ゲストがクラッカーを1分間で全部食べきるチャレンジコーナー
- UH－MAN　-　当時、話題になったゲームシーマンのパロディ。
- かくれシェフ
- 0学占い
- 世紀末御三家　-　小橋が研zの名でＣＤをリリースした。

など

## 放送局

### 1998年10月 - 1999年3月
- フジテレビ（制作局）：火曜 0:40 - 1:10（月曜深夜）
- 北海道文化放送：金曜 0:30 - 1:00（木曜深夜、1998年10月23日 - 1999年3月26日[注釈 1]）[5]

### 1999年4月 - 2000年3月
特筆の無い限り全て同時ネット。
- フジテレビ（制作局）
- 北海道文化放送[6]